# Stade Michel Soulier
 (janvier 2022).
Si vous disposez d'ouvrages ou d'articles de référence ou si vous connaissez des sites web de qualité traitant du thème abordé ici, merci de compléter l'article en donnant les références utiles à sa vérifiabilité et en les liant à la section « Notes et références ».
Pour les articles homonymes, voir Soulier (homonymie).
Le stade Michel Soulier, situé au faubourg est de Namur, dit "Saint-Nicolas", était un stade de football localisé à Namur en Belgique.
Il a été le stade historique de Namur Sports puis de l'Union Royale Namur après la fausse fusion entre les clubs rivaux Namur Sports (matricule 156) et Wallonia Association Namur (matricule 176) en 1941.
Namur Sports s'installe à cet endroit en 1931. Le stade est alors appelé « au Faubourg Saint-Nicolas » puis rapidement devient « Stade des Champs-Elysées » ou « aux Champs-Elysées », tiré de l'avenue jouxtant l'enceinte.
Le stade peut, à l'origine, accueillir environ 8 000 personnes, dont 400 places assises en tribune. En 2001, sa capacité "sécurité" est ramenée à 5 000 personnes.
En décembre 1972, l'endroit accueille toutefois 10 500 personnes, à l'occasion de la visite du Standard de Liège dans le cadre de la coupe de Belgique.
En 1977, peu après le décès tragique du joueur Michel Soulier pendant une rencontre de coupe de Belgique « RSC Anderlecht-UR Namur », le stade reçoit appellation définitive.
Miné par le temps et le besoin d'extension du Centre Hospitalier Régional (CHR) voisin, et malgré de nombreux mouvements de protestation des supporters de l'UR Namur, le stade est détruit en 2001. Le site accueille désormais un parking du CHR.
Après un court intermède au « stade ADEPS de Jambes » fin 2001, l'UR Namur déménage au stade communal de Namur (dit les "Bas Prés"), ancien fief de Wallonia Namur, le stade des Bas-Prés étant promis à la démolition mi-2023.
Le stade des Bas-Prés étant promis à la démolition mi-2023, il est prévu que l'UR Namur retourne s'installer à Jambes dans le futur, au grand dam d'une large frange des supporters.

## Photos

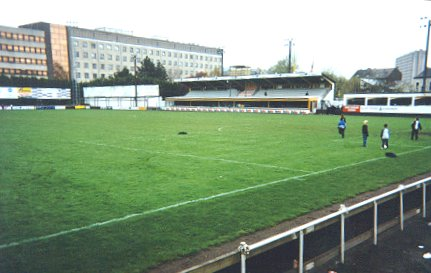
La tribune principale.
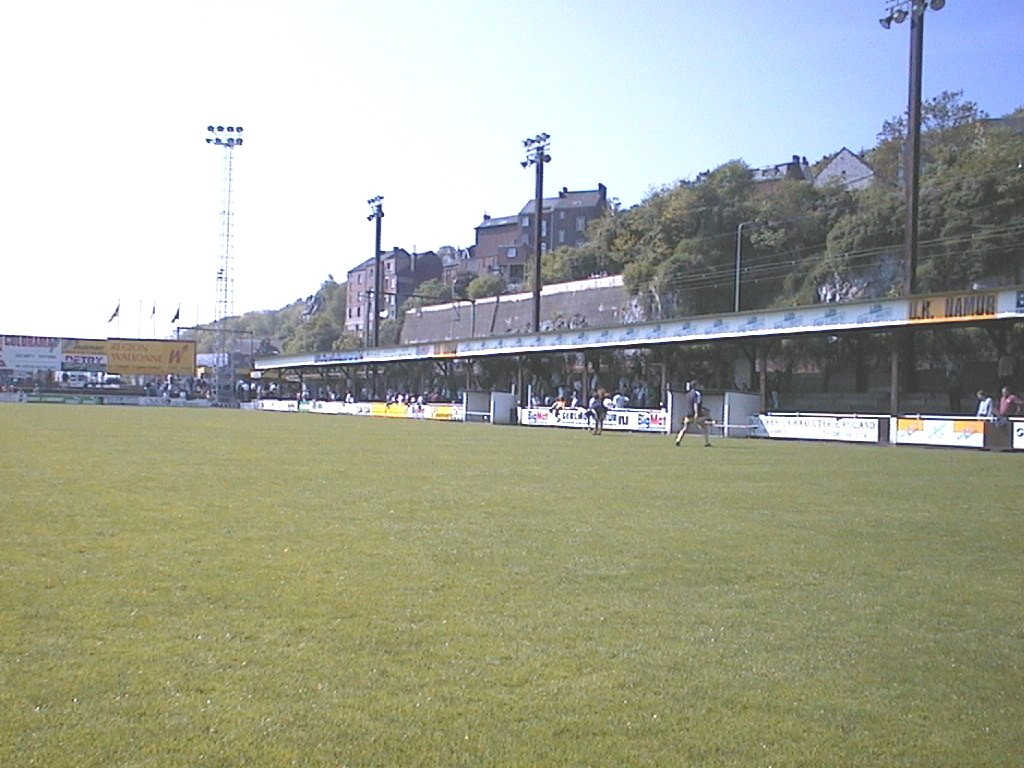
La tribune "debout".
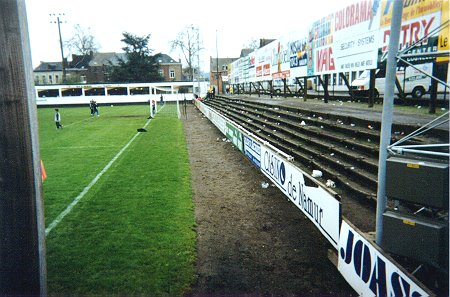
Les gradins côté "Henrard".
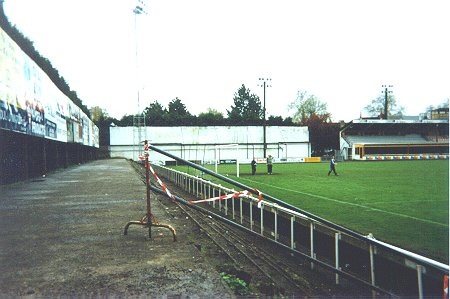
Les gradins côté "Hôpital"